# Tour de Ski 2012/2013
De Tour de Ski 2012/2013 begon op 29 december 2012 in Oberhof en eindigde op 6 januari 2013 in Val di Fiemme. Deze Tour de Ski maakt deel uit van de wereldbeker langlaufen 2011/2012. Titelverdedigers waren de Zwitser Dario Cologna bij de mannen en de Poolse Justyna Kowalczyk bij de vrouwen. Zij wonnen de Tour de Ski 2011/2012. De eindzege ging bij de vrouwen voor de vierde keer op rij naar Justyna Kowalczyk, Aleksandr Legkov behaalde bij de mannen zijn eerste eindzege.

## Etappeschema
| Datum      | Plaats        | Etappe                        | Mannen                  | Vrouwen                 |
| ---------- | ------------- | ----------------------------- | ----------------------- | ----------------------- |
| 29/12/2012 | Oberhof       | Proloog (intervalstart)       | 4 km (vrije stijl)      | 3 km (vrije stijl)      |
| 30/12/2012 | Oberhof       | Achtervolging (handicapstart) | 15 km (klassieke stijl) | 9 km (klassieke stijl)  |
| 01/01/2013 | Val Müstair   | Sprint                        | 1,4 km (vrije stijl)    | 1,4 km (vrije stijl)    |
| 03/01/2013 | Toblach       | Achtervolging (handicapstart) | 35 km (vrije stijl)     | 15 km (vrije stijl)     |
| 04/01/2013 | Toblach       | Intervalstart                 | 5 km (klassieke stijl)  | 3 km (klassieke stijl)  |
| 05/01/2013 | Val di Fiemme | Massastart                    | 15 km (klassieke stijl) | 10 km (klassieke stijl) |
| 06/01/2013 | Val di Fiemme | Achtervolging (handicapstart) | 9 km (vrije stijl)      | 9 km (vrije stijl)      |

## Wereldbekerpunten
De beste dertig van de Tour de Ski ontvangen viermaal het aantal wereldbekerpunten dat zij zouden ontvangen voor dezelfde positie tijdens een reguliere wereldbekerwedstrijd, De winnaar ontvangt 400 punten, de nummer twee 320 enzovoort. Voor een etappezege ontvangt de winnaar de helft van de punten ten opzichte van winst in een reguliere wedstrijd, voor plaats twee tot en met dertig geldt een andere verdeling dan 50% procent van de wereldbekerpunten.
| Plaats     | 1   | 2   | 3   | 4   | 5   | 6   | 7   | 8   | 9   | 10  | 11 | 12 | 13 | 14 | 15 | 16 | 17 | 18 | 19 | 20 | 21 | 22 | 23 | 24 | 25 | 26 | 27 | 28 | 29 | 30 |
| ---------- | --- | --- | --- | --- | --- | --- | --- | --- | --- | --- | -- | -- | -- | -- | -- | -- | -- | -- | -- | -- | -- | -- | -- | -- | -- | -- | -- | -- | -- | -- |
| Klassement | 400 | 320 | 240 | 200 | 180 | 160 | 144 | 128 | 116 | 104 | 96 | 88 | 80 | 72 | 64 | 60 | 56 | 52 | 48 | 44 | 40 | 36 | 32 | 28 | 24 | 20 | 16 | 12 | 8  | 4  |
| Etappes    | 50  | 46  | 43  | 40  | 37  | 34  | 32  | 30  | 28  | 26  | 24 | 22 | 20 | 18 | 16 | 15 | 14 | 13 | 12 | 11 | 10 | 9  | 8  | 7  | 6  | 5  | 4  | 3  | 2  | 1  |

## Klassementen

### Algemeen klassement
| Mannen | Mannen             | Mannen | Mannen    |
| #      | Naam               | Land   | Tijd      |
| ------ | ------------------ | ------ | --------- |
| 1      | Aleksandr Legkov   | RUS    | 3:29.28,6 |
| 2      | Dario Cologna      | SUI    | + 18,7    |
| 3      | Maksim Vylegsjanin | RUS    | + 40,7    |
| 4      | Petter Northug     | NOR    | + 1.07,7  |
| 5      | Marcus Hellner     | SWE    | + 1.12,4  |
| 6      | Lukáš Bauer        | CZE    | + 1.41,7  |
| 7      | Ivan Babikov       | CAN    | + 2.04,4  |
| 8      | Giorgio Di Centa   | ITA    | + 2.15,5  |
| 9      | Johan Olsson       | SWE    | + 2.20,7  |
| 10     | Ilja Tsjernoesov   | RUS    | + 2.47,5  |

| Vrouwen | Vrouwen                | Vrouwen | Vrouwen   |
| #       | Naam                   | Land    | Tijd      |
| ------- | ---------------------- | ------- | --------- |
| 1       | Justyna Kowalczyk      | POL     | 2:25.21,6 |
| 2       | Therese Johaug         | NOR     | + 27,9    |
| 3       | Kristin Størmer Steira | NOR     | + 2.39,5  |
| 4       | Krista Lähteenmäki     | FIN     | + 3.04,7  |
| 5       | Astrid Jacobsen        | NOR     | + 3.13,5  |
| 6       | Heidi Weng             | NOR     | + 3.29,1  |
| 7       | Charlotte Kalla        | SWE     | + 3.51,3  |
| 8       | Riitta-Liisa Roponen   | FIN     | + 4.19,6  |
| 9       | Anne Kyllönen          | FIN     | + 4.23,0  |
| 10      | Katrin Zeller          | GER     | + 4.58,4  |

### Sprintklassement
| Mannen | Mannen             | Mannen | Mannen |
| #      | Naam               | Land   | Tijd   |
| ------ | ------------------ | ------ | ------ |
| 1      | Petter Northug     | NOR    | 1.38   |
| 2      | Maksim Vylegsjanin | RUS    | 1.28   |
| 3      | Dario Cologna      | SUI    | 1.22   |
| 4      | Aleksandr Legkov   | RUS    | 1.07   |
| 5      | Len Valjas         | CAN    | 1.02   |
| 6      | Marcus Hellner     | SWE    | 1.00   |
| 7      | Finn Hågen Krogh   | NOR    | 1.00   |
| 8      | Aleksej Poltoranin | KAZ    | 0.58   |
| 9      | Calle Halfvarsson  | SWE    | 0.52   |
| 10     | Alex Harvey        | CAN    | 0.37   |

| Vrouwen | Vrouwen                | Vrouwen | Vrouwen |
| #       | Naam                   | Land    | Tijd    |
| ------- | ---------------------- | ------- | ------- |
| 1       | Justyna Kowalczyk      | POL     | 2.15    |
| 2       | Kikkan Randall         | USA     | 1.20    |
| 3       | Kristin Størmer Steira | NOR     | 1.14    |
| 4       | Therese Johaug         | NOR     | 1.13    |
| 5       | Charlotte Kalla        | SWE     | 1.08    |
| 6       | Heidi Weng             | NOR     | 1.06    |
| 7       | Denise Herrmann        | GER     | 0.38    |
| 8       | Aurore Jean            | FRA     | 0.36    |
| 9       | Astrid Jacobsen        | NOR     | 0.27    |
| 10      | Krista Lähteenmäki     | FIN     | 0.25    |

## Etappes

### Proloog
| Mannen | Mannen             | Mannen | Mannen |
| #      | Naam               | Land   | Tijd   |
| ------ | ------------------ | ------ | ------ |
| 1      | Petter Northug     | NOR    | 8.28,7 |
| 2      | Marcus Hellner     | SWE    | + 6,1  |
| 3      | Aleksandr Legkov   | RUS    | + 7,2  |
| 4      | Dario Cologna      | SUI    | + 10,1 |
| 5      | Ilja Tsjernoesov   | RUS    | + 10,7 |
| 6      | Alex Harvey        | CAN    | + 11,3 |
| 7      | Martin Jakš        | CZE    | + 11,8 |
| 7      | Maksim Vylegsjanin | RUS    | + 11,8 |
| 9      | Aleš Razým         | CZE    | + 13,3 |
| 10     | Curdin Perl        | SUI    | + 13,5 |

| Vrouwen | Vrouwen                | Vrouwen | Vrouwen |
| #       | Naam                   | Land    | Tijd    |
| ------- | ---------------------- | ------- | ------- |
| 1       | Kikkan Randall         | USA     | 7.28,1  |
| 2       | Charlotte Kalla        | SWE     | + 4,4   |
| 3       | Justyna Kowalczyk      | POL     | + 4,7   |
| 4       | Denise Herrmann        | GER     | + 9,3   |
| 5       | Riitta-Liisa Roponen   | FIN     | + 10,6  |
| 6       | Astrid Jacobsen        | NOR     | + 12,2  |
| 7       | Caroline Hugue         | FRA     | + 14,8  |
| 8       | Joelia Tsjekaleva      | RUS     | + 15,2  |
| 8       | Celia Aymonier         | FRA     | + 15,2  |
| 10      | Kristin Størmer Steira | NOR     | + 16,0  |

### Etappe 1
| Mannen | Mannen             | Mannen | Mannen  |
| #      | Naam               | Land   | Tijd    |
| ------ | ------------------ | ------ | ------- |
| 1      | Maksim Vylegsjanin | RUS    | 39.47,0 |
| 2      | Aleksandr Legkov   | RUS    | + 0,1   |
| 3      | Petter Northug     | NOR    | + 6,5   |
| 4      | Dario Cologna      | SUI    | + 6,7   |
| 5      | Alex Harvey        | CAN    | + 7,7   |
| 6      | Ilja Tsjernoesov   | RUS    | + 20,5  |
| 7      | Matti Heikkinen    | FIN    | + 29,4  |
| 8      | Lukáš Bauer        | CZE    | + 41,2  |
| 9      | Sergej Toerysjev   | RUS    | + 47,7  |
| 10     | Johan Olsson       | SWE    | + 59,5  |

| Vrouwen | Vrouwen                | Vrouwen | Vrouwen  |
| #       | Naam                   | Land    | Tijd     |
| ------- | ---------------------- | ------- | -------- |
| 1       | Justyna Kowalczyk      | POL     | 25.01,4  |
| 2       | Therese Johaug         | NOR     | + 41,4   |
| 3       | Anne Kyllönen          | FIN     | + 45,0   |
| 4       | Denise Herrmann        | GER     | + 48,5   |
| 5       | Kristin Størmer Steira | NOR     | + 49,1   |
| 6       | Astrid Jacobsen        | NOR     | + 1.01,9 |
| 7       | Kerttu Niskanen        | FIN     | + 1.02,4 |
| 8       | Aino-Kaisa Saarinen    | FIN     | + 1.04,4 |
| 9       | Riitta-Liisa Roponen   | FIN     | + 1.05,1 |
| 10      | Krista Lähteenmäki     | FIN     | + 1.12,4 |

### Etappe 2
| Mannen | Mannen              | Mannen | Mannen |
| #      | Naam                | Land   | Tijd   |
| ------ | ------------------- | ------ | ------ |
| 1      | Finn Hågen Krogh    | NOR    | 60 s   |
| 2      | Federico Pellegrino | ITA    | 56 s   |
| 3      | Len Valjas          | CAN    | 52 s   |
| 4      | Dario Cologna       | SUI    | 48 s   |
| 5      | Calle Halfvarsson   | SWE    | 44 s   |
| 6      | Emil Jönsson        | SWE    | 42 s   |
| 7      | Marcus Hellner      | SWE    | 40 s   |
| 8      | Petter Northug      | NOR    | 38 s   |
| 9      | Andrew Newell       | USA    | 36 s   |
| 10     | Maksim Vylegsjanin  | RUS    | 34 s   |

| Vrouwen | Vrouwen                  | Vrouwen | Vrouwen |
| #       | Naam                     | Land    | Tijd    |
| ------- | ------------------------ | ------- | ------- |
| 1       | Kikkan Randall           | USA     | 60 s    |
| 2       | Ingvild Flugstad Østberg | NOR     | 56 s    |
| 3       | Heidi Weng               | NOR     | 52 s    |
| 4       | Hanna Kolb               | GER     | 48 s    |
| 5       | Kristin Størmer Steira   | NOR     | 44 s    |
| 6       | Charlotte Kalla          | SWE     | 42 s    |
| 7       | Justyna Kowalczyk        | POL     | 40 s    |
| 8       | Denise Herrmann          | GER     | 38 s    |
| 9       | Aurore Jean              | FRA     | 36 s    |
| 10      | Therese Johaug           | NOR     | 34 s    |

### Etappe 3
| Mannen | Mannen             | Mannen | Mannen    |
| #      | Naam               | Land   | Tijd      |
| ------ | ------------------ | ------ | --------- |
| 1      | Petter Northug     | NOR    | 1:16.32,7 |
| 2      | Aleksandr Legkov   | RUS    | + 0,7     |
| 3      | Dario Cologna      | SUI    | + 0,9     |
| 4      | Maksim Vylegsjanin | RUS    | + 1,6     |
| 5      | Ilja Tsjernoesov   | RUS    | + 1.25,7  |
| 6      | Alex Harvey        | CAN    | + 1.25,8  |
| 7      | Marcus Hellner     | SWE    | + 1.27,3  |
| 8      | Lukáš Bauer        | CZE    | + 1.27,8  |
| 9      | Finn Hågen Krogh   | NOR    | + 1.46,3  |
| 10     | Curdin Perl        | SUI    | + 1.47,1  |

| Vrouwen | Vrouwen                | Vrouwen | Vrouwen  |
| #       | Naam                   | Land    | Tijd     |
| ------- | ---------------------- | ------- | -------- |
| 1       | Justyna Kowalczyk      | POL     | 37.15,1  |
| 2       | Charlotte Kalla        | SWE     | + 18,3   |
| 3       | Therese Johaug         | NOR     | + 18,7   |
| 4       | Kristin Størmer Steira | NOR     | + 19,2   |
| 5       | Anne Kyllönen          | FIN     | + 43,1   |
| 6       | Denise Herrmann        | GER     | + 43,3   |
| 7       | Astrid Jacobsen        | NOR     | + 44,0   |
| 8       | Kikkan Randall         | USA     | + 44,3   |
| 9       | Krista Lähteenmäki     | FIN     | + 1.25,8 |
| 10      | Emma Wiken             | SWE     | + 1.26,1 |

### Etappe 4
| Mannen | Mannen                 | Mannen | Mannen  |
| #      | Naam                   | Land   | Tijd    |
| ------ | ---------------------- | ------ | ------- |
| 1      | Aleksej Poltoranin     | KAZ    | 12.37,9 |
| 2      | Petter Northug         | NOR    | + 8,0   |
| 3      | Dario Cologna          | SUI    | + 8,2   |
| 4      | Dmitri Japarov         | RUS    | + 13,7  |
| 5      | Aleksandr Legkov       | RUS    | + 15,7  |
| 6      | Calle Halfvarsson      | SWE    | + 16,1  |
| 7      | Aleksandr Bessmertnych | RUS    | + 16,5  |
| 8      | Lukáš Bauer            | CZE    | + 17,3  |
| 9      | Finn Hågen Krogh       | NOR    | + 19,3  |
| 10     | Maksim Vylegsjanin     | RUS    | + 23,4  |

| Vrouwen | Vrouwen             | Vrouwen | Vrouwen |
| #       | Naam                | Land    | Tijd    |
| ------- | ------------------- | ------- | ------- |
| 1       | Justyna Kowalczyk   | POL     | 10.08,1 |
| 2       | Krista Lähteenmäki  | FIN     | + 16,5  |
| 3       | Astrid Jacobsen     | NOR     | + 17,1  |
| 4       | Anne Kyllönen       | FIN     | + 17,7  |
| 5       | Aino-Kaisa Saarinen | FIN     | + 21,1  |
| 6       | Therese Johaug      | NOR     | + 22,2  |
| 7       | Kikkan Randall      | USA     | + 24,2  |
| 8       | Denise Herrmann     | GER     | + 25,2  |
| 9       | Charlotte Kalla     | SWE     | + 25,3  |
| 10      | Heidi Weng          | NOR     | + 27,3  |

### Etappe 5
| Mannen | Mannen                 | Mannen | Mannen  |
| #      | Naam                   | Land   | Tijd    |
| ------ | ---------------------- | ------ | ------- |
| 1      | Aleksej Poltoranin     | KAZ    | 39.01,5 |
| 2      | Len Valjas             | CAN    | + 0,1   |
| 3      | Alex Harvey            | CAN    | + 0,4   |
| 4      | Giorgio Di Centa       | ITA    | + 0,7   |
| 5      | Tobias Angerer         | GER    | + 0,9   |
| 6      | Johan Olsson           | SWE    | + 2,8   |
| 7      | Ivan Babikov           | CAN    | + 7,5   |
| 8      | Johannes Dürr          | AUT    | + 8,2   |
| 9      | Aleksandr Bessmertnych | RUS    | + 8,8   |
| 10     | Dietmar Nöckler        | GER    | + 9,6   |

| Vrouwen | Vrouwen                | Vrouwen | Vrouwen  |
| #       | Naam                   | Land    | Tijd     |
| ------- | ---------------------- | ------- | -------- |
| 1       | Justyna Kowalczyk      | POL     | 28.12,9  |
| 2       | Kristin Størmer Steira | NOR     | + 33,2   |
| 3       | Krista Lähteenmäki     | FIN     | + 39,0   |
| 4       | Therese Johaug         | NOR     | + 41,1   |
| 5       | Aino-Kaisa Saarinen    | FIN     | + 1.01,6 |
| 6       | Emma Wiken             | SWE     | + 1.01,9 |
| 7       | Heidi Weng             | NOR     | + 1.03,0 |
| 8       | Kerttu Niskanen        | FIN     | + 1.03,5 |
| 9       | Riitta-Liisa Roponen   | FIN     | + 1.03,7 |
| 10      | Anna Haag              | SWE     | + 1.04,2 |

### Etappe 6
| Mannen | Mannen           | Mannen | Mannen  |
| #      | Naam             | Land   | Tijd    |
| ------ | ---------------- | ------ | ------- |
| 1      | Marcus Hellner   | SWE    | 29.59,6 |
| 2      | Ivan Babikov     | CAN    | + 13,3  |
| 3      | Roland Clara     | ITA    | + 14,6  |
| 4      | Johannes Dürr    | AUT    | + 20,3  |
| 5      | Thomas Moriggl   | ITA    | + 31,5  |
| 6      | Giorgio Di Centa | ITA    | + 41,4  |
| 7      | Johan Olsson     | SWE    | + 42,8  |
| 8      | Lukáš Bauer      | CZE    | + 43,2  |
| 9      | Robin Duvillard  | FRA    | + 53,8  |
| 10     | Aleksandr Legkov | RUS    | + 57,3  |

| Vrouwen | Vrouwen               | Vrouwen | Vrouwen  |
| #       | Naam                  | Land    | Tijd     |
| ------- | --------------------- | ------- | -------- |
| 1       | Therese Johaug        | NOR     | 34.12,4  |
| 2       | Elizabeth Stephen     | USA     | + 39,5   |
| 3       | Heidi Weng            | NOR     | + 1.10,8 |
| 4       | Riitta-Liisa Roponen  | FIN     | + 1.33,3 |
| 5       | Krista Lähteenmäki    | FIN     | + 1.33,5 |
| 6       | Astrid Jacobsen       | NOR     | + 1.35,0 |
| 7       | Justyna Kowalczyk     | POL     | + 1.40,1 |
| 8       | Valentyna Sjevtsjenko | KAZ     | + 1.41,8 |
| 9       | Debora Agreiter       | ITA     | + 1.44,1 |
| 10      | Katrin Zeller         | GER     | + 1.54,4 |

## Klassementsleiders na elke etappe
| Etappe  | Mannen              | Mannen           | Vrouwen             | Vrouwen           |
| Etappe  | Algemeen klassement | Puntenklassement | Algemeen klassement | Puntenklassement  |
| ------- | ------------------- | ---------------- | ------------------- | ----------------- |
| Proloog | Petter Northug      | Petter Northug   | Kikkan Randall      | Kikkan Randall    |
| 1       | Maksim Vylegsjanin  | Petter Northug   | Justyna Kowalczyk   | Justyna Kowalczyk |
| 2       | Maksim Vylegsjanin  | Finn Hågen Krogh | Justyna Kowalczyk   | Kikkan Randall    |
| 3       | Petter Northug      | Petter Northug   | Justyna Kowalczyk   | Justyna Kowalczyk |
| 4       | Petter Northug      | Petter Northug   | Justyna Kowalczyk   | Justyna Kowalczyk |
| 5       | Dario Cologna       | Petter Northug   | Justyna Kowalczyk   | Justyna Kowalczyk |
| 6       | Aleksandr Legkov    | Petter Northug   | Justyna Kowalczyk   | Justyna Kowalczyk |